# 白叶香茶菜
白叶香茶菜（学名：Isodon leucophyllus）为唇形科香茶菜属下的一个种。也称香薷。